# Türkiye Kupası 1994/95
Die Türkiye Kupası 1994/95 war die 33. Auflage des türkischen Fußball-Pokalwettbewerbes. Der Wettbewerb begann am 21. September 1994 mit der 1. Runde und endete am 12. April 1995 mit dem Rückspiel des Finales. Im Endspiel trafen Trabzonspor und Galatasaray Istanbul aufeinander. Trabzonspor nahm zum 9. Mal am Finale teil und Galatasaray zum 14. Mal.
Diese Finalpaarung kam zum dritten Mal zustande.
Trabzonspor gewann den Pokal zum fünften Mal. Sie besiegten Galatasaray im Hinspiel mit 3:2. Im Rückspiel war das Ergebnis ein 1:0-Sieg ebenfalls für Trabzonspor.

## Teilnehmende Mannschaften
Für den türkischen Pokal waren folgende 76 Mannschaften teilnahmeberechtigt:
| 1. Lig die 18 Vereine der Saison 1994/1995 | 2. Liga die 38 Vereine der Saison 1993/1994 | 3. Liga die 20 Vereine aus der Aufstiegsrunde der Saison 1993/1994 |
| Adana Demirspor Altay İzmir Antalyaspor Beşiktaş Istanbul Bursaspor Denizlispor Fenerbahçe Istanbul Galatasaray Istanbul Gaziantepspor Gençlerbirliği Ankara Kayserispor Kocaelispor MKE Ankaragücü Petrol Ofisi SK Samsunspor Trabzonspor Vanspor Zeytinburnuspor | Adanaspor Adıyamanspor Alanyaspor Aydınspor Bakırköyspor Balıkesirspor Boluspor Bucaspor Çorluspor Çorumspor Dardanelspor Diyarbakırspor Erzurumspor Eskişehirspor Gaziosmanpaşaspor Giresunspor Göztepe Izmir Hatayspor Ispartaspor İstanbulspor Karabükspor Karşıyaka SK Kartalspor Konyaspor Malatyaspor Mersin İdman Yurdu Muğlaspor Orduspor Sakaryaspor Sarıyer GK Siirtspor Tarsus İdman Yurdu Turgutluspor Üsküdar Anadolu Yeni Salihlispor Yeni Sincanspor Zonguldakspor | 72 Batmanspor Afyonspor Antalya Özel Idarespor Bergamaspor Çaykur Rizespor Düzcespor Edirnespor Erdemir Ereğlispor Erzincanspor İnegölspor Güngören Belediyespor Kahramanmaraşspor Kastamonuspor Kemerspor Manisaspor Nevşehir Spor Gençlik Şanlıurfaspor Ankara Şekerspor Silifkespor TKİ Soma Linyitspor |

## 1. Hauptrunde
Die 1. Hauptrunde fand am 21. September 1994 statt. In dieser Runde traten aus zehn Gruppen 20 Mannschaften der 3. Liga an. Diese Mannschaften belegten während der Saison 1993/94 die Plätze 1 und 2.
|                        | Ergebnis             |               |
| ---------------------- | -------------------- | ------------- |
| Antalya Özel İdarespor | 1:2 n. V. (1:1, 1:0) | Kemerspor     |
| Bergamaspor            | 7:3 (3:2)            | Manisaspor    |
| Çaykur Rizespor        | 2:0 (0:0)            | Erzincanspor  |
| Düzcespor              | 4:0 (1:0)            | İnegölspor    |
| Erdemir Ereğlispor     | 3:1 n. V. (1:1, 1:0) | Kastamonuspor |
| Güngören Belediyespor  | 1:2 (1:1)            | Edirnespor    |
| Kahramanmaraşspor      | 2:1 (1:0)            | Silifkespor   |
| Nevşehir Spor Gençlik  | 1:4 (0:2)            | Şekerspor     |
| Şanlıurfaspor          | 2:0 (0:0)            | 72 Batmanspor |
| TKİ Soma Linyitspor    | 4:1 (2:1)            | Afyonspor     |

## 2. Hauptrunde
Die 2. Hauptrunde wurde am 5. Oktober 1994 ausgetragen. Zu den 10 Siegern aus der 1. Hauptrunde nahmen hier die 35 Mannschaften aus der 2. Liga der Saison 1993/94 teil sowie die drei Absteiger der 1. Lig Saison 1993/94.
|                    | Ergebnis              |                     |
| ------------------ | --------------------- | ------------------- |
| Erzurumspor        | 2:0 (1:0)             | Çaykur Rizespor     |
| Orduspor           | 1:0 (0:0)             | Giresunspor         |
| Siirtspor          | 3:0 (1:0)             | Adıyamanspor        |
| Şanlıurfaspor      | 1:2 (0:1)             | Diyarbakırspor      |
| Şekerspor          | 2:4 (0:2)             | Karabükspor         |
| Çorumspor          | 5:1 (4:0)             | Yeni Sincanspor     |
| Eskişehirspor      | 4:1 (4:0)             | Boluspor            |
| Hatayspor          | 0:1 (0:1)             | Mersin İdman Yurdu  |
| Kahramanmaraşspor  | 2:0 (1:0)             | Malatyaspor         |
| Konyaspor          | 2:1 (1:1)             | Ispartaspor         |
| Tarsus İdman Yurdu | 2:4 n. V. (1:1, 0:0)  | Adanaspor           |
| Zonguldakspor      | 4:1 n. V. (1:1)       | Erdemir Ereğlispor  |
| Aydınspor          | 1:3 (0:0)             | Göztepe Izmir       |
| Bakırköyspor       | 1:2 (1:0)             | Kartalspor          |
| Balıkesirspor      | 1:2 n. V. (1:1, 1:0)  | TKI Soma Linyitspor |
| Bucaspor           | 2:3 n. V. (1:1, 2:2)  | Yeni Salihlispor    |
| Çorluspor          | 3:4 (1:4)             | Istanbul BB         |
| Edirnespor         | 0:1 (0:0)             | Dardanelspor        |
| İstanbulspor       | 0:1 (0:0)             | Gaziosmanpaşaspor   |
| Kemerspor          | 1:3 (0:0)             | Alanyaspor          |
| Muğlaspor          | 1:2 n. V., (1:1, 1:0) | Karşıyaka SK        |
| Sakaryaspor        | 1:0 n. V.             | Düzcespor           |
| Turgutluspor       | 1:1 n. V. (6:7 i. E.) | Bergamaspor         |
| Üsküdar Anadolu    | 1:4 (0:3)             | Sarıyer GK          |

## 3. Hauptrunde
Die 3. Hauptrunde wurde am 19. Oktober 1994 ausgetragen. Es spielten die 24 Sieger aus der 2. Hauptrunde gegeneinander.
|                     | Ergebnis              |                    |
| ------------------- | --------------------- | ------------------ |
| Diyarbakırspor      | 3:2 (2:1)             | Siirtspor          |
| Erzurumspor         | 3:1 (2:0)             | Orduspor           |
| Çorumspor           | 5:0 (0:0)             | Sakaryaspor        |
| Eskişehirspor       | 3:1 (2:0)             | Konyaspor          |
| Kahramanmaraşspor   | 0:3 (0:1)             | Adanaspor          |
| Zonguldakspor       | 2:2 n. V. (2:3 i. E.) | Karabükspor        |
| Alanyaspor          | 2:1 n. V. (1:1, 0:0)  | Mersin İdman Yurdu |
| Göztepe Izmir       | 2:1 (0:0)             | Dardanelspor       |
| Kartalspor          | 2:1 (0:1)             | Gaziosmanpaşaspor  |
| Sarıyer GK          | 4:0 (2:0)             | Istanbul BB        |
| TKI Soma Linyitspor | 1:1 n.V (4:3 i. E.)   | Bergamaspor        |
| Yeni Salihlispor    | 4:3 n. V. (1:1, 0:0)  | Karşıyaka SK       |

## 4. Hauptrunde
Die 4. Hauptrunde wurde am 2. November 1994 ausgetragen. Es spielten die 12 Sieger aus der 3. Hauptrunde gegeneinander.
|                     | Ergebnis             |                |
| ------------------- | -------------------- | -------------- |
| Adanaspor           | 4:1 (2:0)            | Diyarbakırspor |
| Çorumspor           | 5:3 n. V. (2:2, 1:1) | Erzurumspor    |
| Eskişehirspor       | 2:1 (1:1)            | Karabükspor    |
| Kartalspor          | 0:2 (0:0)            | Sarıyer GK     |
| TKI Soma Linyitspor | 1:0 (1:0)            | Alanyaspor     |
| Yeni Salihlispor    | 6:0 (2:0)            | Göztepe Izmir  |

## 5. Hauptrunde
Die 5. Hauptrunde wurde am 16. November 1994 ausgetragen. Zu den 6 Siegern aus der 4. Hauptrunde nahmen hier die fünf Aufsteiger aus 2. Liga (1993/94) und die Erstligisten von Platz 9 bis 13 der Saison 1993/94 teil.
|                 | Ergebnis             |                     |
| --------------- | -------------------- | ------------------- |
| Adanaspor       | 1:2 n. V. (1:1, 0:1) | Eskişehirspor       |
| Kayserispor     | 3:1 n. V. (1:1, 0:0) | Adana Demirspor     |
| Petrol Ofisi SK | 6:1 (3:0)            | Çorumspor           |
| Vanspor         | 2:0 (0:0)            | Zeytinburnuspor     |
| Antalyaspor     | 0:2 (0:0)            | MKE Ankaragücü      |
| Bursaspor       | 3:0 (1:0)            | TKI Soma Linyitspor |
| Denizlispor     | 2:1 (1:0)            | Yeni Salihlispor    |
| Sarıyer GK      | 1:2 n. V. (1:1, 0:1) | Altay Izmir         |

## Achtelfinale
Das Achtelfinale wurde am 30. November 1994 ausgetragen. Zu den acht Siegern aus der 4. Hauptrunde nahmen hier die Erstligisten von Platz 1. bis 8 der Saison 1993/94 teil.
|                 | Ergebnis              |                       |
| --------------- | --------------------- | --------------------- |
| Altay Izmir     | 2:2 n. V. (3:4 i. E.) | Gaziantepspor         |
| Denizlispor     | 1:2 n. V. (1:1, 1:0)  | Fenerbahçe Istanbul   |
| Eskişehirspor   | 1:0 (0:0)             | Gençlerbirliği Ankara |
| Kayserispor     | 1:2 (0:1)             | Kocaelispor           |
| Samsunspor      | 1:0 (0:0)             | MKE Ankaragücü        |
| Bursaspor       | 1:1 n. V. (5:4 i. E.) | Beşiktaş Istanbul     |
| Petrol Ofisi SK | 0:2 (0:0)             | Galatasaray Istanbul  |
| Trabzonspor     | 3:0 (1:0)             | Vanspor               |

## Viertelfinale
- Hinspiele: 18. Januar 1995
- Rückspiele: 25. Januar & 15. Februar 1995

|                     | Gesamt |                      | Hinspiel | Rückspiel |
| ------------------- | ------ | -------------------- | -------- | --------- |
| Samsunspor          | 2:0    | Kocaelispor          | 2:0      | 0:0       |
| Bursaspor           | 3:6    | Galatasaray Istanbul | 1:1      | 2:5       |
| Fenerbahçe Istanbul | 5:0    | Eskişehirspor        | 4:0      | 1:0       |
| Trabzonspor         | 9:2    | Gaziantepspor        | 7:0      | 2:2       |

## Halbfinale
- Hinspiele: 8. & 22. Februar 1995
- Rückspiele: 22. Februar & 15. März 1995

|                     | Gesamt          |                      | Hinspiel | Rückspiel |
| ------------------- | --------------- | -------------------- | -------- | --------- |
| Fenerbahçe Istanbul | 2:2 (6:7 i. E.) | Galatasaray Istanbul | 1:1      | 1:1       |
| Samsunspor          | 0:5             | Trabzonspor          | 0:4      | 0:1       |

## Finale

### Hinspiel
| Paarung              | Galatasaray Istanbul – Trabzonspor |
| Ergebnis             | 2:3 (0:1) |
| Datum                | 5. April 1995 um 18:00 Uhr |
| Stadion              | Ali-Sami-Yen-Stadion, Istanbul |
| Schiedsrichter       | Mustafa Çulcu (Gönen) |
| Tore                 | 0:1 Hami Mandıralı (11.) 0:2 Schota Arweladse (60.) 1:2 Sedat Balkanlı (66.) 2:2 Tugay Kerimoğlu (84. Elfmeter) 2:3 Hami Mandıralı (88.)                                                                                                   |
| Galatasaray Istanbul | Nezih Ali Boloğlu – Norman Mapeza (75. Uğur Tütüneker), Bülent Korkmaz, Feti Okuroğlu, Sedat Balkanlı – Tugay Kerimoğlu, Suat Kaya, Hamza Hamzaoğlu – Saffet Sancaklı, Hakan Şükür, Arif Erdem (65. Okan Buruk) Cheftrainer: Müfit Erkasap |
| Trabzonspor          | Nihat Tümkaya – Lemi Çelik, Abdullah Ercan, Ogün Temizkanoğlu, Osman Özköylü – Tolunay Kafkas, Ünal Karaman, Orhan Kaynak (72. Semavi Uzun) – Hami Mandıralı (89. Hamdi Aslan), Schota Arweladse, Cengiz Atila Cheftrainer: Şenol Güneş    |
| Gelbe Karten         | Okan Buruk – Lemi Çelik, Orhan Kaynak, Abdullah Ercan, Ünal Karaman |
| Platzverweise        | Saffet Sancaklı (76.) – keine |

### Rückspiel
| Paarung              | Trabzonspor – Galatasaray Istanbul |
| Ergebnis             | 1:0 (1:0) |
| Datum                | 12. April 1995 um 18:00 Uhr |
| Stadion              | Hüseyin-Avni-Aker-Stadion, Trabzon |
| Schiedsrichter       | Ayhan Yücebilgiç |
| Tore                 | 1:0 Orhan Kaynak (16.) |
| Trabzonspor          | Nihat Tümkaya – Lemi Çelik, Abdullah Ercan, Ogün Temizkanoğlu, Osman Özköylü – Tolunay Kafkas, Ünal Karaman, Cengiz Atila – Orhan Kaynak (80. Hamdi Aslan), Hami Mandıralı, Schota Arweladse (70. Soner Boz) Cheftrainer: Şenol Güneş |
| Galatasaray Istanbul | Nezih Ali Boloğlu – Norman Mapeza, Hakan Ünsal, Feti Okuroğlu, Sedat Balkanlı – Tugay Kerimoğlu (55. Ergün Penbe), Suat Kaya, Okan Buruk, Yusuf Tepekule (64. Uğur Tütüneker) – Hakan Şükür, Arif Erdem Cheftrainer: Müfit Erkasap    |
| Gelbe Karten         | Orhan Kaynak, Osman Özköylü – Norman Mapeza, Hakan Ünsal |

## Beste Torschützen
| Rang | Spieler          | Verein              | Tore |
| ---- | ---------------- | ------------------- | ---- |
| 1    | Schota Arweladse | Trabzonspor         | 6    |
| 1    | Orhan Kaynak     | Trabzonspor         | 6    |
| 3    | Hami Mandıralı   | Trabzonspor         | 4    |
| 4    | Uğur Dağdelen    | Karabükspor         | 3    |
| 4    | Sercan Görgülü   | Sarıyer GK          | 3    |
| 4    | Hüseyin Koca     | Çorumspor           | 3    |
| 4    | Aykut Kocaman    | Fenerbahçe Istanbul | 3    |
| 4    | Veysel Kupan     | Eskişehirspor       | 3    |
| 4    | Doğan Osmanlı    | TKI Soma Linyitspor | 3    |
| 4    | Kerim Tanrıver   | Alanyaspor          | 3    |